# Scutul parietal

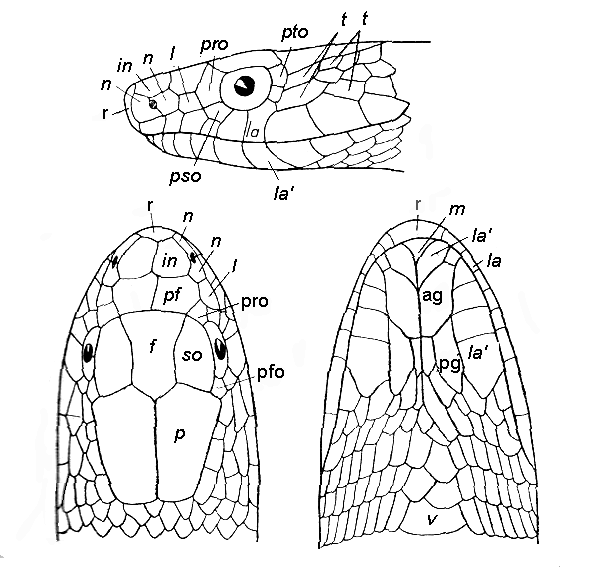
Terminologia scuturilor capului la șarpele Coluber ventromaculatus (după Malcolm A. Smith, 1943). Sus – aspect lateral, jos, în stânga – aspect dorsal, jos, în dreapta - aspect ventral
ag – Inframaxilar anterior,
f – Frontal,
in – Internazal,
l – Loreal,
la – Supralabial,
la' – Sublabial,
m – Mental,
n – Nazal,
p – Parietal,
pf – Prefrontal,
pg – Inframaxilar posterior,
pro – Preocular,
pso – Subocular,
pto – Postocular,
r – Rostral,
so – Supraocular,
t – Temporal,
v – Primul ventral

Scuturile parietale sau parietalele (Scuta parietalia) sunt solzii șerpilor situați simetric pe partea superioară a capului în spatele scutului frontal, pe fiecare margine posterioară a lui. Ele sunt perechi și mari. Parietalele anterior sunt în contact cu scutul frontal și cu scuturile supraoculare, lateral cu scuturile temporale, posterior cu scuturile occipitale. Scuturile parietale pot uneori să se dividă, normal sau accidental sau să se sudeze între ele în caz de anomalie.